# Catapicephala ingens
Catapicephala ingens är en tvåvingeart som först beskrevs av Walker 1859.  Catapicephala ingens ingår i släktet Catapicephala och familjen spyflugor. Inga underarter finns listade i Catalogue of Life.